# Стара Слобода (Щолковський міський округ)
Стара Слобода́ (рос. Старая Слобода) — присілок у складі Щолковського міського округу Московської області, Росія.

## Населення
Населення — 158 осіб (2010; 121 у 2002).
Національний склад (станом на 2002 рік):
- росіяни — 98 %